# شيمبارونغو (تشيلي)
شيمبارونغو (بالإسبانية: Chimbarongo) هي بلدية تقع في تشيلي في مقاطعة كولتشاغوا. يقدر عدد سكانها بـ 33,446 نسمة ومساحتها 497.9 كم2 وترتفع عن سطح البحر 295 متر.

## أعلام
- ماريا دي لا كروز
- كارلوس ريفاس